# One Too Many (film 1916)
One Too Many è una comica muta del 1916 diretta da Will Louis che ha come protagonista Oliver Hardy quando usava ancora il nome di Babe Hardy. La pellicola fa parte della serie di comiche Plump and Runt.
Il film - un cortometraggio a una bobina - fu distribuito il 17 febbraio 1916.

## Trama
Plump è un giovane fannullone, a cui piace godersi la vita. 
Ma un giorno lo zio decide di andarlo a trovare, perché crede che ormai il nipote si sia sposato e abbia un bambino.
Plump è disperato e non sa che fare, ma poi ha un'idea: da 50 dollari al portinaio con l'intento di trovargli moglie e figlio.
L'impresa non si rivelerà così facile come sembra...
Alla fine il povero Plump sarà costretto a travestire da infante il portinaio e spacciarlo come figlio!

## Produzione
Il film fu prodotto dalla Vim Comedy Film Company. Venne girato a Jacksonville, in Florida

## Distribuzione
Distribuito dalla General Film Company, uscì nelle sale cinematografiche USA il 17 febbraio 1916.
Masterizzato, il cortometraggio è stato inserito in un DVD prodotto dalla Image Entertainment che, il 7 maggio 2002, ha messo sul mercato un cofanetto dal titolo Slapstick Encyclopedia (1909-1929 di 1089 minuti in NTSC. Nel 2012, è uscito in Slapstick Encyclopedia (1909-1929), un'antologia di comiche distribuita dalla Madacy Entertainment.